# Imitator-Panzerwels
Der Imitator-Panzerwels (Brochis imitator, Synonym: Corydoras imitator) ist ein in Brasilien, genauer in den Zuflüssen des oberen Rio Negro bei São Gabriel de Cachoeira beheimateter Panzerwels. 

## Merkmale
Mit der Zeichnung imitiert dieser Panzerwels die des Gemalten Panzerwelses (Hoplisoma adolfoi), deshalb auch der Name imitator (lat. Nachahmer, Imitierender). Im auffälligen Kontrast zur hellen (beigen) Grundfarbe steht ein schwarzer, kurz vor der Rückenflosse beginnender Streifen über den gesamten oberen Rand des Rückens bis zum Ansatz der Schwanzflosse. Über die Stirn und die Augen bis auf die Kiemendeckel verläuft ein ebenfalls schwarzer, breiter Streifen. Der Schulterfleck zwischen diesem und dem Rückenstreifen ist nicht wie beim Gemalten Panzerwels orange bis rot, sondern eher gelb bis orange. Der offensichtlichste Unterschied ist aber die deutlich verlängerte Schnauze, die spitz nach vorne ausläuft. Mit bis zu sieben Zentimetern wird die Art etwas größer als der Gemalte Panzerwels.

## Verhalten
Die Erstautoren fanden im Typusmaterial des Gemalten Panzerwelses zwei, in den genannten Merkmalen abweichende Exemplare und beschrieben diese als Brochis imitator. Hierin findet sich, wie bei anderen Panzerwelsen, ein Beleg für das syntope Auftreten einer meist sehr häufigen kurzschnäuzigen Art und einer meist viel selteneren, identisch gezeichneten langschnäuzigen Art. Der Vorteil für die Langschnäuzer liegt im Schutz vor Räubern, der ihnen durch das Mitschwimmen im Schwarm der Kurzschnäuzer gewährt wird. Wie die meisten Panzerwelse leben diese gemischten Schwärme am Boden, wo sie selbigen nach tierischer und pflanzlicher Nahrung durchwühlen.

Bei der sehr hektischen Paarung werden jeweils nur ein bis zwei Eier in die Bauchflossentasche des Weibchens abgelegt, die anschließend an verschiedenen Substraten angeheftet werden. Insgesamt werden lediglich 10 bis 15 Eier pro Ablaichen abgegeben.

## Aquarienhaltung
Der Imitator-Panzerwels ist für die Haltung in Aquarien durchaus geeignet, sofern er genügend Versteckmöglichkeiten findet. Darüber hinaus sollte ihm sowohl pflanzliches, als auch tierisches Futter, wie lebende oder gefrorene Wasserflöhe, Salinenkrebse oder Mückenlarven gereicht werden. Als Darmatmer benötigt der Imitator-Panzerwels freien Zugang zur Wasseroberfläche.

## Quelle
- Hans-Georg Evers: Panzerwelse. Ulmer Verlag, Stuttgart 1994, ISBN 3-8001-7286-0.